# Embracine
A Embracine (Empresa Brasileira de Cinemas) é uma empresa privada, operadora de uma rede de cinemas multiplex, atuante em Belo Horizonte e Brasília. 
Em Brasília, o multiplex Embracine conta com 8 salas e mais de 1.500 poltronas e já foi eleito várias vezes pela imprensa e público brasiliense o melhor cinema da Capital Federal.
Em Belo Horizonte, o multiplex Paragem, com 5 salas e mais de 700 poltronas e o Belas Artes, tradicional cinema, cafeteria e centro cultural de Belo Horizonte têm o patrocínio da Usiminas, desde 2006.
O compromisso da Embracine é com seu público, uma vez que o negócio da empresa é proporcionar DIVERSÃO através da exibição de filmes e para isso, a empresa deve oferecer infra-estrutura, pessoal treinado e motivado, conteúdo audiovisual de qualidade, limpeza e segurança.